# Liga Națională de handbal feminin 2021-2022, promovare și retrogradare
Acest articol descrie fazele de promovare și retrogradare la finalul Ligii Naționale de handbal feminin 2021-2022.

## Format
La ediția 2021-2022 a Ligii Naționale au participat 14 echipe. Conform regulamentului publicat de FRH, echipele clasate pe ultimele două locuri (13 și 14) după ultima etapă a competiției au retrogradat direct în Divizia A. Echipele care au terminat pe locurile 11 și 12 după ultima etapă a competiției au disputat un turneu de baraj împreună cu formațiile care au terminat sezonul pe locurile 2 în cele două serii ale Diviziei A. Conform regulamentului, echipele clasate pe primele două locuri la finalul turneului de baraj, CSM Slatina și CS Dacia Mioveni 2012, au rămas în Liga Națională.
Echipele care au retrogradat direct au fost următoarele: 
- CSM Deva, retrogradată matematic în urma înfrângerii în partida restanță din 30 aprilie 2022, din etapa a XV-a, punctele acumulate până în acel moment nemaifiindu-i suficiente pentru a rămâne în Liga Națională, indiferent de rezultatele din partidele rămase de jucat;[4]
- CSU Știința București, retrogradată matematic în urma înfrângerii din data de 13 aprilie 2022, din etapa a XXII-a;

Ca și în edițiile anterioare, echipele clasate pe locul 1 în cele două serii ale Diviziei A au promovat direct în Liga Națională. Cele două echipe, CSM Galați și CSM Târgu Jiu, au promovat după ce au câștigat cele două serii ale Diviziei A, pe 25 mai, repectiv 29 aprilie 2022.

## Echipele

### Echipe care au participat la baraj

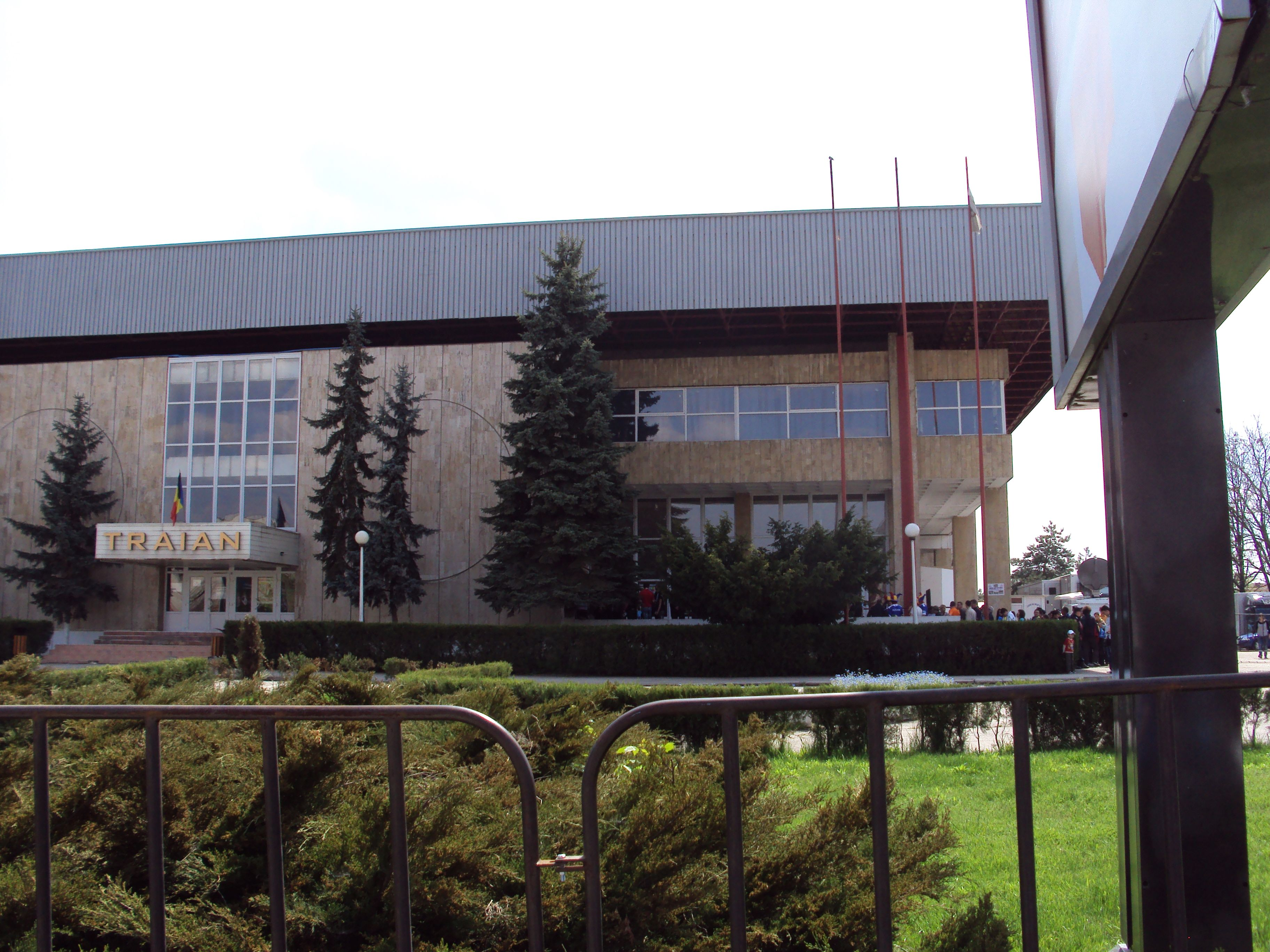
Sala Sporturilor „Traian” din Râmnicu Vâlcea.

| Echipa                | Competiția din care a provenit | Locul obținut în acea competiție | Data deciderii participării la baraj |
| --------------------- | ------------------------------ | -------------------------------- | ------------------------------------ |
| CSM Slatina           | Liga Națională                 | Locul 11                         | 15 mai 2022                          |
| CS Dacia Mioveni 2012 | Liga Națională                 | Locul 12                         | 8 mai 2022                           |
| CSM Unirea Slobozia   | Divizia A                      | Locul 2 în Seria A               | 25 mai 2022                          |
| CSU Cluj-Napoca       | Divizia A                      | Locul 2 în Seria B               | 25 mai 2022                          |

## Partidele
Prin regulament, turneul de promovare a fost stabilit să se desfășoare în perioada 3-5 iunie 2022.
Regulamentul de desfășurare a sezonului competițional 2020–2021 al Diviziei A a stabilit și ordinea de desfășurare a partidelor de la barajul de promovare. Partidele au fost găzduite de Sala Sporturilor „Traian” din Râmnicu Vâlcea.
|  | Echipe rămase în Liga Națională |
|  | Echipe rămase în Divizia A      |

| Loc | Echipa                | J | V | E | Î | GM | GP  | G    | P | Poziție                         |
| --- | --------------------- | - | - | - | - | -- | --- | ---- | - | ------------------------------- |
| 1   | CSM Slatina           | 3 | 2 | 1 | 0 | 94 | 75  | + 19 | 7 | Locul 11 în Liga Națională      |
| 2   | CS Dacia Mioveni 2012 | 3 | 2 | 1 | 0 | 88 | 77  | + 11 | 7 | Locul 12 în Liga Națională      |
| 3   | CSU Cluj-Napoca       | 3 | 1 | 0 | 2 | 80 | 91  | – 11 | 3 | Locul 2 în Seria B a Diviziei A |
| 4   | CSM Unirea Slobozia   | 3 | 0 | 0 | 3 | 82 | 101 | – 19 | 0 | Locul 2 în Seria A a Diviziei A |

| 3 iunie 2022 16:00 | CSM Slatina              | 32 – 25 | CSU Cluj-Napoca | Sala „Traian”, Râmnicu Vâlcea Arbitri: Ghiorghișor, Harabagiu |
| 3 iunie 2022 16:00 | Olaru, Ostase, Popescu 6 | (14–7)  | Moisin 6        | Sala „Traian”, Râmnicu Vâlcea Arbitri: Ghiorghișor, Harabagiu |
| 3 iunie 2022 16:00 | 7× 1×                    | Cronica | 4× 1×           | Sala „Traian”, Râmnicu Vâlcea Arbitri: Ghiorghișor, Harabagiu |

| 3 iunie 2022 18:00 | CS Dacia Mioveni 2012 | 33 – 28 | CSM Unirea Slobozia | Sala „Traian”, Râmnicu Vâlcea Arbitri: Drăghici, Drăguț |
| 3 iunie 2022 18:00 | Georgescu, Lazăr 9    | (18–13) | Bucă 12             | Sala „Traian”, Râmnicu Vâlcea Arbitri: Drăghici, Drăguț |
| 3 iunie 2022 18:00 | 4×                    | Cronica | 7× 1× 1×            | Sala „Traian”, Râmnicu Vâlcea Arbitri: Drăghici, Drăguț |

| 4 iunie 2022 11:00 | CSM Slatina  | 35 – 23 | CSM Unirea Slobozia | Sala „Traian”, Râmnicu Vâlcea Arbitri: Pârvu, Potîrniche |
| 4 iunie 2022 11:00 | Cârligeanu 8 | (19–14) | Bucă 9              | Sala „Traian”, Râmnicu Vâlcea Arbitri: Pârvu, Potîrniche |
| 4 iunie 2022 11:00 | 6× 1×        | Cronica | 4×                  | Sala „Traian”, Râmnicu Vâlcea Arbitri: Pârvu, Potîrniche |

| 4 iunie 2022 13:00 | CS Dacia Mioveni 2012 | 28 – 22 | CSU Cluj-Napoca | Sala „Traian”, Râmnicu Vâlcea Arbitri: Nacu, Rucoi |
| 4 iunie 2022 13:00 | Georgescu 6           | (12–7)  | Nichitean 4     | Sala „Traian”, Râmnicu Vâlcea Arbitri: Nacu, Rucoi |
| 4 iunie 2022 13:00 | 2×                    | Cronica | 6× 3× 1×        | Sala „Traian”, Râmnicu Vâlcea Arbitri: Nacu, Rucoi |

| 5 iunie 2022 11:00 | CSM Unirea Slobozia | 31 – 33 | CSU Cluj-Napoca | Sala „Traian”, Râmnicu Vâlcea Arbitri: Ciutacu, Stamatoiu |
| 5 iunie 2022 11:00 | Leuștean 8          | (14–18) | Dumitrașcu 8    | Sala „Traian”, Râmnicu Vâlcea Arbitri: Ciutacu, Stamatoiu |
| 5 iunie 2022 11:00 | 4× 2× 1×            | Cronica | 9× 2×           | Sala „Traian”, Râmnicu Vâlcea Arbitri: Ciutacu, Stamatoiu |

| 5 iunie 2022 13:00 | CSM Slatina | 27 – 27 | CS Dacia Mioveni 2012 | Sala „Traian”, Râmnicu Vâlcea Arbitri: Gurbina, Stanciu |
| 5 iunie 2022 13:00 | Fulgoi 7    | (14–14) | Georgescu 8           | Sala „Traian”, Râmnicu Vâlcea Arbitri: Gurbina, Stanciu |
| 5 iunie 2022 13:00 | 5× 2×       | Cronica | 2×                    | Sala „Traian”, Râmnicu Vâlcea Arbitri: Gurbina, Stanciu |

În urma meciurilor disputate, CSM Slatina și CS Dacia Mioveni 2012, clasate pe primele două locuri la sfârșitul turneului de baraj, și-au păstrat locul în Liga Națională și în sezonul 2022-2023. 

## Principalele marcatoare ale turneului de baraj
Actualizat pe data de 5 iunie 2022
| Poz. | Nume                      | Echipă                | Goluri |
| ---- | ------------------------- | --------------------- | ------ |
| 1    | Oana Bucă (ROU)           | CSM Unirea Slobozia   | 25     |
| 2    | Alexandra Georgescu (ROU) | CS Dacia Mioveni 2012 | 23     |
| 3    | Adina Cârligeanu (ROU)    | CSM Slatina           | 18     |
| 4    | Luciana Popescu, (ROU)    | CSM Slatina           | 15     |
| 5    | Ștefania Lazăr (ROU)      | CS Dacia Mioveni 2012 | 14     |
| 6    | Hermina Olaru (ROU)       | CSM Slatina           | 13     |
| 7    | Elena Fulgoi (ROU)        | CSM Slatina           | 12     |
| 7    | Valentina Leuștean (ROU)  | CSM Unirea Slobozia   | 12     |
| 7    | Raluca Nicolae (ROU)      | CS Dacia Mioveni 2012 | 12     |
| 10   | Roxana Beșleagă (ROU)     | CS Dacia Mioveni 2012 | 11     |
| 10   | Corina Cordoș (ROU)       | CSU Cluj-Napoca       | 11     |